# Цуценхаузен
Цуценхаузен (нем. Zuzenhausen) — община в Германии, в земле Баден-Вюртемберг. 
Подчиняется административному округу Карлсруэ. Входит в состав района Рейн-Неккар.  Население составляет 2182 человека (на 31 декабря 2010 года). Занимает площадь 11,64 км².